# Stör die feinen Leute nicht
Stör die feinen Leute nicht ist ein Kriminalroman von Horst Bosetzky, den er unter dem Pseudonym ‑ky schrieb. Er erschien erstmals 1973 im Rowohlt Verlag.

## Inhalt
Katja Marciniak ist 22 Jahre alt, lebt in Berlin und verfasst gerade ihre Diplomarbeit im Fach Soziologie. Der Betreuer der Abschlussarbeit, Prof. Biebusch, lädt Katja in die norddeutsche Kleinstadt Bramme ein, wo sie für ihn Feldforschung leisten soll. Katja, die mit ihrer Großmutter zusammenlebt und selbst ihre Kindheit in Bramme verbracht hat, bricht mit einem schlechten Gefühl dorthin auf.
Während ihres Aufenthalts bemerkt sie, dass sich eine Machtelite der Stadt im Gasthaus Wespennest trifft, zu der ihr ihr Professor Zugang verschafft hat. Dort gibt es den Oligarchen Buth, der sich Einfluss auf die Politik verschaffen möchte und Dr. Trey als Bürgermeisterkandidaten bevorzugt, weil er konservativer handeln werde als der vorherige.
Schnell bemerkt Katja, dass die Gesellschaft in Bramme sehr kleinbürgerlich und bieder ist. Mehrmals gerät sie in unangenehme Situationen. So wird ihr einmal im Kaufhaus unbemerkt eine Dose Krebsfleisch in die Tasche gelegt, um sie als Diebin zu stigmatisieren und ein andermal wird ein Stein durch in das Fenster ihres Zimmers geworfen.
Neben ihrer wissenschaftlichen Arbeit, erfährt Katja, dass ihr leiblicher Vater ihre Mutter vergewaltigt hat. Sie begibt sich auf die Suche nach ihm und stellt fest, dass es ein angesehener Bürger aus dem Kreise des Wespennests gewesen ist.
Als sich Katja mit Dr. Trey treffen möchte, findet sie ihn in seinem Haus ermordet vor. Der Täter hat den Mord wie einen Suizid aussehen lassen und Katja wird sich bewusst, dass auch sie in Gefahr ist. Nachdem sie auf dem Rückweg von einem Auto verfolgt und beinahe überfahren wird, entschließt sie sich, Bramme fluchtartig zu verlassen.

## Kritik
„Auch in Kleinigkeiten sind Bosetzkys Romane verläßlich: Sie schildern nicht nur die Nöte der Hauptpersonen, sondern legen Wert auf die Leute am Rande. Treffend gekennzeichnete Nebenfiguren machen einen großen Teil ihres Reizes aus.“

### Ausgaben
- Horst Bosetzky (als ‑ky): Stör die feinen Leute nicht. Rowohlt (rororo-Thriller 2292), Reinbek 1973, ISBN 978-3-499-42292-8. 
  - Neuausgaben: Fischer Taschenbuch #16343, Frankfurt am Main 2005, ISBN 978-3-596-16343-4. 
Fischer Taschenbuch, Frankfurt am Main 2015, ISBN 978-3-596-30104-1.
  - E-book: Hallenberger Media, Altenau 2014, ISBN 978-3-957-64125-0.

### Sekundärliteratur
- Jürg Brönnimann: Der Soziokrimi: ein neues Genre oder ein soziologisches Experiment? Nordpark, Wuppertal 2004, ISBN 978-3-935-42113-3.
- Volker Hage: Die Wiederkehr des Erzählers. Neue deutsche Literatur der siebziger Jahre. Ullstein, Berlin 1982, ISBN 3-548-34083-0.